# Câu lạc bộ bóng đá Công an Hà Nội mùa bóng 2023
Mùa bóng 2023 là mùa giải thứ 20 trong lịch sử của câu lạc bộ bóng đá Công an Hà Nội và là mùa đầu tiên đội bóng thi đấu tại V.League 1, giải bóng đá cấp độ cao nhất trong hệ thống giải đấu của bóng đá Việt Nam sau khi thăng hạng từ V.League 2.

## Đội hình
Ghi chú: Quốc kỳ chỉ đội tuyển quốc gia được xác định rõ trong điều lệ tư cách FIFA. Các cầu thủ có thể giữ hơn một quốc tịch ngoài FIFA.
| Số | VT | Quốc gia       | Cầu thủ         |
| -- | -- | -------------- | --------------- |
| 2  | HV | Thụy Sĩ        | Elton Monteiro  |
| 3  | HV | Việt Nam       | Huỳnh Tấn Sinh  |
| 4  | HV | Việt Nam       | Hồ Tấn Tài      |
| 5  | HV | Việt Nam       | Đoàn Văn Hậu    |
| 6  | TV | Việt Nam       | Huỳnh Tấn Tài   |
| 7  | HV | Việt Nam       | Sầm Ngọc Đức    |
| 8  | TĐ | Việt Nam       | Nguyễn Xuân Nam |
| 9  | TĐ | Cộng hòa Congo | Juvhel Tsoumou  |
| 12 | HV | Việt Nam       | Hoàng Văn Toản  |
| 15 | TV | Việt Nam       | Bùi Xuân Thịnh  |
| 16 | HV | Việt Nam       | Bùi Tiến Dụng   |
| 17 | HV | Việt Nam       | Vũ Văn Thanh    |
| 19 | HV | Việt Nam       | Trịnh Đức Lợi   |
| 20 | TV | Việt Nam       | Phan Văn Đức    |
| 21 | TV | Việt Nam       | Phạm Văn Luân   |
| 22 | TĐ | Việt Nam       | Trần Văn Trung  |
| 23 | TV | Việt Nam       | Nguyễn Như Tuấn |

| Số | VT | Quốc gia | Cầu thủ             |
| -- | -- | -------- | ------------------- |
| 24 | TM | Việt Nam | Bùi Tiến Dũng       |
| 26 | TV | Việt Nam | Hà Văn Phương       |
| 27 | TV | Việt Nam | La Nguyễn Bảo Trung |
| 28 | TV | Việt Nam | Tô Văn Vũ           |
| 29 | TV | Việt Nam | Nguyễn Trọng Long   |
| 30 | HV | Việt Nam | Nguyễn Hữu Thực     |
| 32 | HV | Việt Nam | Vũ Hữu Quý          |
| 33 | TM | Việt Nam | Đỗ Sỹ Huy           |
| 35 | TV | Brasil   | Jhon Cley           |
| 38 | TV | Việt Nam | Phan Văn Hiếu       |
| 16 | HV | Việt Nam | Bùi Tiến Dụng       |
| 47 | TĐ | Việt Nam | Phạm Gia Hưng       |
| 55 | HV | Việt Nam | Trần Quang Thịnh    |
| 68 | TĐ | Brasil   | Gustavo Henrique    |
| 88 | TV | Việt Nam | Lê Văn Đô           |
| 89 | TM | Slovakia | Patrik Lê Giang     |
| 98 | HV | Việt Nam | Giáp Tuấn Dương     |

## Chuyển nhượng

### Đầu mùa giải

#### Chuyển đến
| #  | VT | Cầu thủ           | Từ                    | Phí           | Ref.  |
| -- | -- | ----------------- | --------------------- | ------------- | ----- |
| 1  | HV | Huỳnh Tấn Sinh    | Hà Nội                | Tự do         | [ 1 ] |
| 2  | HV | Đoàn Văn Hậu      | Hà Nội                | Không tiết lộ | [ 1 ] |
| 3  | HV | Hồ Tấn Tài        | Topenland Bình Định   | Không tiết lộ | [ 1 ] |
| 4  | TĐ | Nguyễn Xuân Nam   | Topenland Bình Định   | Tự do         | [ 1 ] |
| 5  | TV | Vũ Hữu Quý        | Topenland Bình Định   | Tự do         | [ 1 ] |
| 6  | TĐ | Trần Văn Trung    | Topenland Bình Định   | Tự do         | [ 1 ] |
| 7  | TV | Huỳnh Tấn Tài     | Sài Gòn               | Tự do         | [ 1 ] |
| 8  | TV | Sầm Ngọc Đức      | Thành phố Hồ Chí Minh | Tự do         | [ 1 ] |
| 9  | HV | Bùi Tiến Dụng     | Hải Phòng             | Tự do         | [ 1 ] |
| 10 | HV | Vũ Văn Thanh      | Hoàng Anh Gia Lai     | Tự do         | [ 1 ] |
| 11 | TV | Phan Văn Đức      | Sông Lam Nghệ An      | Không tiết lộ | [ 1 ] |
| 12 | TV | Tô Văn Vũ         | Becamex Bình Dương    | Tự do         | [ 1 ] |
| 13 | TM | Bùi Tiến Dũng     | Thành phố Hồ Chí Minh | Tự do         | [ 1 ] |
| 14 | TV | Nguyễn Trọng Long | Thành phố Hồ Chí Minh | Tự do         | [ 1 ] |
| 15 | TV | Phan Văn Hiếu     | Thép Xanh Nam Định    | Tự do         | [ 1 ] |
| 16 | HV | Lê Văn Đô         | Phố Hiến              | Tự do         | [ 1 ] |
| 17 | HV | Elton Monteiro    | Lausanne-Sport        | Tự do         | [ 1 ] |
| 18 | TĐ | Juvhel Tsoumou    | Wydad AC              | Tự do         | [ 1 ] |
| 19 | TV | Jhon Cley         | Figueirense FC        | Tự do         | [ 1 ] |
| 20 | TĐ | Gustavo Henrique  | Figueirense FC        | Tự do         | [ 1 ] |
| 21 | TM | Patrik Lê Giang   | FK Pohronie           | Không tiết lộ | [ 1 ] |
| 22 | TV | Phạm Văn Luân     | Sài Gòn               | Tự do         | [ 1 ] |
| 23 | HV | Trịnh Đức Lợi     | Hồng Lĩnh Hà Tĩnh     | Tự do         | [ 1 ] |
| 24 | TĐ | Phạm Gia Hưng     | Đắk Lắk               | Tự do         | [ 1 ] |

#### Rời đi
| #  | VT | Cầu thủ                | Đến                 | Phí          | Ref.  |
| -- | -- | ---------------------- | ------------------- | ------------ | ----- |
| 1  | HV | Vũ Tiến Long           | Hà Nội              | Hết hạn mượn | [ 1 ] |
| 2  | HV | Trần Văn Đạt           | Hà Nội              | Hết hạn mượn | [ 1 ] |
| 3  | HV | Nguyễn Hữu Anh Tài     | Hoàng Anh Gia Lai   | Hết hạn mượn | [ 1 ] |
| 4  | TĐ | Trần Thanh Sơn         | Hoàng Anh Gia Lai   | Hết hạn mượn | [ 1 ] |
| 5  | TĐ | Đinh Thanh Bình        | Hoàng Anh Gia Lai   | Hết hạn mượn | [ 1 ] |
| 6  | TĐ | Lê Minh Bình           | Hoàng Anh Gia Lai   | Hết hạn mượn | [ 1 ] |
| 7  | TĐ | Nguyễn Văn Anh         | Hoàng Anh Gia Lai   | Hết hạn mượn | [ 1 ] |
| 8  | HV | Phan Du Học            | Hoàng Anh Gia Lai   | Hết hạn mượn | [ 1 ] |
| 9  | TV | Lương Hoàng Nam        | Hải Phòng           | Tự do        | [ 1 ] |
| 10 | TĐ | Võ Lý                  | Bình Phước          | Tự do        | [ 1 ] |
| 11 | TV | Thái Khắc Huy Hoàng    | Hòa Bình            | Tự do        | [ 1 ] |
| 12 | TĐ | Huỳnh Tiến Đạt         | Topenland Bình Định | Tự do        | [ 1 ] |
| 13 | TM | Trần Lâm Hào           | PVF–CAND            | Tự do        | [ 1 ] |
| 14 | HV | Lê Đức Lương           | Phù Đổng            | Tự do        | [ 1 ] |
| 15 | HV | A Sân                  | Becamex Bình Dương  | Tự do        | [ 1 ] |
| 16 | HV | Nguyễn Tuấn Anh        | Hà Nội              | Tự do        | [ 1 ] |
| 17 | TĐ | Nguyễn Trung Đại Dương | Chưa có             | Tự do        | [ 1 ] |

### Giữa mùa giải

#### Rời đi
| # | VT | Cầu thủ       | Đến                   | Phí      | Ref.  |
| - | -- | ------------- | --------------------- | -------- | ----- |
| 1 | HV | Huỳnh Tấn Tài | Thành phố Hồ Chí Minh | Cho mượn | [ 2 ] |
| 2 | HV | Tô Văn Vũ     | Thép Xanh Nam Định    | Cho mượn | [ 3 ] |

## Tiền mùa giải và giao hữu
Để chuẩn bị cho mùa giải 2023, Công an Hà Nội đã tham dự Giải giao hữu Tứ hùng LienVietPostBank Cup diễn ra từ ngày 12 đến 16 tháng 1 trên sân vận động Hàng Đẫy.Giải đấu quy tụ 4 đội bóng gồm Hà Nội, Viettel, Công an Hà Nội và Hải Phòng, thi đấu theo hình thức vòng tròn tính điểm. Câu lạc bộ giành vị trí á quân chung cuộc.
| 12 tháng 1 năm 2023 | Công an Hà Nội | 0–0 | Hải Phòng | Đống Đa, Hà Nội        |  |
| 18:30               |                |     |           | Sân vận động: Hàng Đẫy |  |

| 14 tháng 1 năm 2023 | Hà Nội | 0–4 | Công an Hà Nội                                                       | Đống Đa, Hà Nội                                    |  |
| 18:30               |        |     | - Georgijević 51' - Tấn Tài 66' - Tsoumou 72' (ph.đ.) - Xuân Nam 84' | Sân vận động: Hàng Đẫy Trọng tài: Nguyễn Đình Thái |  |

| 16 tháng 1 năm 2023 | Công an Hà Nội | 1–1 | Viettel | Đống Đa, Hà Nội        |  |
| 16:00               |                |     |         | Sân vận động: Hàng Đẫy |  |

## Mùa giải

### Kết quả tổng quát
| Giải đấu     | Trận đấu đầu tiên | Trận đấu cuối cùng | Vòng đấu mở màn | Vị trí chung cuộc | Thành tích | Thành tích | Thành tích | Thành tích | Thành tích | Thành tích | Thành tích | Thành tích |
| Giải đấu     | Trận đấu đầu tiên | Trận đấu cuối cùng | Vòng đấu mở màn | Vị trí chung cuộc | ST         | T          | H          | B          | BT         | BB         | HS         | % thắng    |
| ------------ | ----------------- | ------------------ | --------------- | ----------------- | ---------- | ---------- | ---------- | ---------- | ---------- | ---------- | ---------- | ---------- |
| V.League 1   | 3 tháng 2, 2023   | 27 tháng 8, 2023   | Vòng 1          |                   | 14         | 7          | 4          | 3          | 30         | 16         | +14        | 050,00     |
| Cúp Quốc gia | 2 tháng 4, 2023   |                    | Vòng loại       | Vòng 16 đội       | 2          | 1          | 0          | 1          | 4          | 2          | +2         | 050,00     |
| Tổng cộng    | Tổng cộng         | Tổng cộng          | Tổng cộng       | Tổng cộng         | 16         | 8          | 4          | 4          | 34         | 18         | +16        | 050,00     |

Cập nhật lần cuối: 17 tháng 7, 2023
Nguồn: Các giải đấu

### Giải vô địch quốc gia
Lịch thi đấu Giải bóng đá Vô địch Quốc gia 2023 được công bố vào ngày 26 tháng 12 năm 2022.

#### Bảng xếp hạng
| VT | Đội              | ST | T | H | B | BT | BB | HS  | Đ  | Giành quyền tham dự              |
| -- | ---------------- | -- | - | - | - | -- | -- | --- | -- | -------------------------------- |
| 1  | Công an Hà Nội   | 13 | 7 | 3 | 3 | 29 | 15 | +14 | 24 | Tham dự nhóm vô địch giai đoạn 2 |
| 2  | Đông Á Thanh Hóa | 13 | 6 | 5 | 2 | 20 | 15 | +5  | 23 | Tham dự nhóm vô địch giai đoạn 2 |
| 3  | Hà Nội           | 13 | 6 | 4 | 3 | 18 | 12 | +6  | 22 | Tham dự nhóm vô địch giai đoạn 2 |
| 4  | Viettel          | 13 | 5 | 6 | 2 | 14 | 11 | +3  | 21 | Tham dự nhóm vô địch giai đoạn 2 |
| 5  | Hải Phòng        | 13 | 4 | 7 | 2 | 14 | 13 | +1  | 19 | Tham dự nhóm vô địch giai đoạn 2 |

#### Kết quả tổng quát
| Tổng thể | Tổng thể | Tổng thể | Tổng thể | Tổng thể | Tổng thể | Tổng thể | Tổng thể | Sân nhà | Sân nhà | Sân nhà | Sân nhà | Sân nhà | Sân nhà | Sân khách | Sân khách | Sân khách | Sân khách | Sân khách | Sân khách |
| ST       | T        | H        | B        | BT       | BB       | HS       | Đ        | T       | H       | B       | BT      | BB      | HS      | T         | H         | B         | BT        | BB        | HS        |
| -------- | -------- | -------- | -------- | -------- | -------- | -------- | -------- | ------- | ------- | ------- | ------- | ------- | ------- | --------- | --------- | --------- | --------- | --------- | --------- |
| 11       | 6        | 3        | 2        | 25       | 12       | +13      | 21       | 3       | 2       | 1       | 13      | 4       | +9      | 3         | 1         | 1         | 12        | 8         | +4        |

#### Kết quả từng vòng
| Vòng    | 1 | 2 | 3 | 4 | 5 | 6 | 7 | 8 | 9 | 10 | 11 | 12 | 13 |
| ------- | - | - | - | - | - | - | - | - | - | -- | -- | -- | -- |
| Sân     | H | A | H | A | H | A | H | A | H | H  | A  | H  | A  |
| Kết quả | W | L | L | D | D | W | W | W | W | D  | W  | W  |    |
| Vị trí  | 1 | 5 | 7 | 8 | 9 | 5 | 5 | 3 | 2 | 2  | 2  | 1  |    |

#### Các trận đấu
Thắng  Hòa  Thua
  Chưa thi đấu
| 3 tháng 2 năm 2023 1 - GĐ1 | Công an Hà Nội                                                                                      | 5–0               | Topenland Bình Định                                     | Đống Đa, Hà Nội                                                           |  |
| 19:15                      | - Gustavo Henrique 19' - Jhon Cley 38' (ph.đ.) - Nguyễn Xuân Nam 53' - Juvhel Tsoumou 69', 81', 83' | Chi tiết FPT Play | - Jermie Lynch 7' - Rafaelson 12' - Adriano Schmidt 59' | Sân vận động: Hàng Đẫy Lượng khán giả: 11.000 Trọng tài: Hoàng Thanh Bình |  |

| 09 tháng 2 năm 2023 2 - GĐ1 | Hà Nội                                               | 2–0                     | Công an Hà Nội | Đống Đa, Hà Nội                                                           |  |
| 19:15                       | - Nguyễn Văn Quyết 71', 82' - Nguyễn Thành Chung 77' | Chi tiết FPT Play, VTV5 |                | Sân vận động: Hàng Đẫy Lượng khán giả: 14.000 Trọng tài: Nguyễn Đình Thái |  |

| 14 tháng 2 năm 2023 3 - GĐ1 | Công an Hà Nội                                                   | 1–2                     | Viettel                                                       | Đống Đa, Hà Nội                                                          |  |
| 19:15                       | - Hoàng Văn Toản 53' - Hồ Tấn Tài 61' - Bùi Tiến Dũng 90' (l.n.) | Chi tiết FPT Play, VTV5 | - Geovane Magno 8' - Bùi Tiến Dũng 15' - Nguyễn Đức Chiến 63' | Sân vận động: Hàng Đẫy Lượng khán giả: 9.000 Trọng tài: Nguyễn Viết Duẩn |  |

| 19 tháng 2 năm 2023 4 - GĐ1 | Hoàng Anh Gia Lai                        | 1–1                             | Công an Hà Nội                     | Pleiku, Gia Lai                                                         |  |
| 17:00                       | - Papé Diakité 59' - Paollo Oliveira 73' | Chi tiết FPT Play, VTV5, VTV5TN | - Phan Văn Đức 76' - Jhon Cley 83' | Sân vận động: Pleiku Lượng khán giả: 11.000 Trọng tài: Nguyễn Ngọc Châu |  |

| 08 tháng 4 năm 2023 5 - GĐ1 | Công an Hà Nội                                    | 1–1                     | Hải Phòng                                                                            | Đống Đa, Hà Nội                                                     |  |
| 19:15                       | - Gustavo Henrique 7' 61' - Nguyễn Trọng Long 82' | Chi tiết FPT Play, VTV5 | - Bicou Bissainthe 11' - Phạm Mạnh Hùng 22' - Joseph Mpande 75' - Hồ Minh Dĩ 75' 82' | Sân vận động: Hàng Đẫy Lượng khán giả: 5.000 Trọng tài: Ngô Duy Lân |  |

| 12 tháng 4 năm 2023 6 - GĐ1 | Becamex Bình Dương        | 1–2               | Công an Hà Nội                       | Thủ Dầu Một, Bình Dương                                                |  |
| 17:00                       | - Guy Olivier N'Diaye 76' | Chi tiết FPT Play | - Lê Văn Đô 38' - Trần Văn Trung 40' | Sân vận động: Gò Đậu Lượng khán giả: 5.000 Trọng tài: Nguyễn Đình Thái |  |

| 16 tháng 4 năm 2023 7 - GĐ1 | Công an Hà Nội                                                                                  | 4–0                             | Thép Xanh Nam Định                      | Đống Đa, Hà Nội                                                      |  |
| 19:15                       | - Nguyễn Xuân Nam 11' - Lê Văn Đô 58' - Jhon Cley 64' - Bùi Tiến Dụng 75' - Hà Văn Phương 90+3' | Chi tiết FPT Play, HTV Thể thao | - Hồ Khắc Ngọc 21' - Mai Xuân Quyết 47' | Sân vận động: Hàng Đẫy Lượng khán giả: 9.000 Trọng tài: Vũ Nguyên Vũ |  |

| 21 tháng 5 năm 2023 8 - GĐ1 | Thành phố Hồ Chí Minh                                                                  | 3–5                             | Công an Hà Nội | Quận 10, Thành phố Hồ Chí Minh                                        |  |
| 19:15                       | - Jonny Campbell 7' - Hoàng Vũ Samson 20' - Victor Mansaray 31' - Nguyễn Tăng Tiến 32' | Chi tiết FPT Play, HTV Thể thao | - Jhon Cley 2' - Vũ Văn Thanh 8' (ph.đ.), 26' - Sầm Ngọc Đức 20' - Huỳnh Tấn Sinh 23' 65' (l.n.) - Đoàn Văn Hậu 35' - Nguyễn Trọng Long 43' - Trần Văn Trung 71' | Sân vận động: Thống Nhất Lượng khán giả: 5.000 Trọng tài: Ngô Duy Lân |  |

| 26 tháng 5 năm 2023 9 - GĐ1 | Công an Hà Nội                                                 | 2–1                     | Sông Lam Nghệ An                                                    | Đống Đa, Hà Nội                                                        |  |
| 19:15                       | - Lê Văn Đô 54' - Vũ Văn Thanh 58' - Jesus Silva Jhon Cley 66' | Chi tiết FPT Play, VTV5 | - Nguyễn Trọng Hoàng 13' - Phạm Xuân Mạnh 60' - Trần Đình Hoàng 60' | Sân vận động: Hàng Đẫy Lượng khán giả: 13,000 Trọng tài: Mai Xuân Hùng |  |

| 30 tháng 5 năm 2023 10 - GĐ1 | Công an Hà Nội                      | 0–0                     | Khánh Hòa             | Đống Đa, Hà Nội                                                          |  |
| 19:15                        | - Tô Văn Vũ 73' - Bùi Tiến Dụng 87' | Chi tiết FPT Play, VTV5 | - Trần Đình Kha 90+9' | Sân vận động: Hàng Đẫy Lượng khán giả: 6.000 Trọng tài: Nguyễn Ngọc Châu |  |

| 05 tháng 6 năm 2023 11 - GĐ1 | Đông Á Thanh Hóa | 1–4                             | Công an Hà Nội | Thành phố Thanh Hóa, Thanh Hóa |  |
| 18:00                        |                  | Chi tiết FPT Play, HTV Thể thao |                | Sân vận động: Thanh Hóa        |  |

| 23 tháng 6 năm 2023 12 - GĐ1 | Công an Hà Nội | –        | Hồng Lĩnh Hà Tĩnh | Đống Đa, Hà Nội        |  |
| 19:15                        |                | Chi tiết |                   | Sân vận động: Hàng Đẫy |  |

| 02 tháng 7 năm 2023 13 - GĐ1 | SHB Đà Nẵng | –        | Công an Hà Nội | Quận Cẩm Lệ, Đà Nẵng   |  |
| 17:00                        |             | Chi tiết |                | Sân vận động: Hòa Xuân |  |

### Cúp quốc gia
| 2 tháng 4 năm 2023 Vòng loại | Khánh Hòa | 1–3                             | Công an Hà Nội                                                                                        | Nha Trang, Khánh Hòa                                                                 |  |
| 17:00                        | - Nguyễn Thành Nhân 18' - Trần Văn Tùng 30' - Yago Ramos 42' - Nguyễn Đức Cường 50' - Lê Tiến Anh 61' - Võ Út Cường 80' | Chi tiết FPT Play, HTV Thể thao | - Sầm Ngọc Đức 61' - Đoàn Văn Hậu 64' - Nguyễn Trọng Long 68' - Phạm Gia Hưng 81' - Lê Văn Đô 85' 86' | Sân vận động: Sân vận động 19 tháng 8 Lượng khán giả: 7.000 Trọng tài: Trần Ngọc Nhớ |  |

| 8 tháng 7 năm 2023 1/8 | Công an Hà Nội | – | Thép Xanh Nam Định | Đống Đa, Hà Nội                     |  |
| 19:15                  |                |   |                    | Sân vận động: Sân vận động Hàng Đẫy |  |

## Thống kê mùa giải

### Thống kê đội hình
| Số                                  | VT      | QT             | Cầu thủ             | Tổng số | Tổng số | V.League | V.League | Cúp Quốc gia | Cúp Quốc gia |         |         |         |         |
| Số                                  | VT      | QT             | Cầu thủ             | Trận    | Bàn     | Trận     | Bàn      | Trận         | Bàn          |         |         |         |         |
| Thủ môn                             | Thủ môn | Thủ môn        | Thủ môn             | Thủ môn | Thủ môn | Thủ môn  | Thủ môn  | Thủ môn      | Thủ môn      | Thủ môn | Thủ môn | Thủ môn | Thủ môn |
| ----------------------------------- | ------- | -------------- | ------------------- | ------- | ------- | -------- | -------- | ------------ | ------------ | ------- | ------- | ------- | ------- |
| 24                                  | TM      | Việt Nam       | Bùi Tiến Dũng       | 3       | 0       | 3        | 0        | 0            | 0            |         |         |         |         |
| 33                                  | TM      | Việt Nam       | Đỗ Sỹ Huy           | 2       | 0       | 2        | 0        | 0            | 0            |         |         |         |         |
| 89                                  | TM      | Slovakia       | Patrik Lê Giang     | 8       | 0       | 6+1      | 0        | 1            | 0            |         |         |         |         |
| Hậu vệ                              |         |                |                     |         |         |          |          |              |              |         |         |         |         |
| 2                                   | HV      | Thụy Sĩ        | Elton Monteiro      | 5       | 0       | 5        | 0        | 0            | 0            |         |         |         |         |
| 3                                   | HV      | Việt Nam       | Huỳnh Tấn Sinh      | 8       | 0       | 6+1      | 0        | 1            | 0            |         |         |         |         |
| 4                                   | HV      | Việt Nam       | Hồ Tấn Tài          | 12      | 0       | 9+2      | 0        | 0+1          | 0            |         |         |         |         |
| 5                                   | HV      | Việt Nam       | Đoàn Văn Hậu        | 11      | 1       | 9+1      | 0        | 1            | 1            |         |         |         |         |
| 7                                   | HV      | Việt Nam       | Sầm Ngọc Đức        | 11      | 0       | 8+2      | 0        | 0+1          | 0            |         |         |         |         |
| 12                                  | HV      | Việt Nam       | Hoàng Văn Toản      | 6       | 0       | 0+6      | 0        | 0            | 0            |         |         |         |         |
| 16                                  | HV      | Việt Nam       | Bùi Tiến Dụng       | 12      | 0       | 11       | 0        | 1            | 0            |         |         |         |         |
| 17                                  | HV      | Việt Nam       | Vũ Văn Thanh        | 12      | 3       | 9+2      | 3        | 1            | 0            |         |         |         |         |
| 19                                  | HV      | Việt Nam       | Trịnh Đức Lợi       | 0       | 0       | 0        | 0        | 0            | 0            |         |         |         |         |
| 30                                  | HV      | Việt Nam       | Nguyễn Hữu Thực     | 0       | 0       | 0        | 0        | 0            | 0            |         |         |         |         |
| 32                                  | HV      | Việt Nam       | Vũ Hữu Quý          | 0       | 0       | 0        | 0        | 0            | 0            |         |         |         |         |
| 55                                  | HV      | Việt Nam       | Trần Quang Thịnh    | 0       | 0       | 0        | 0        | 0            | 0            |         |         |         |         |
| 98                                  | HV      | Việt Nam       | Giáp Tuấn Dương     | 4       | 0       | 1+3      | 0        | 0            | 0            |         |         |         |         |
| Tiền vệ                             |         |                |                     |         |         |          |          |              |              |         |         |         |         |
| 15                                  | TV      | Việt Nam       | Bùi Xuân Thịnh      | 0       | 0       | 0        | 0        | 0            | 0            |         |         |         |         |
| 21                                  | TV      | Việt Nam       | Phạm Văn Luân       | 0       | 0       | 0        | 0        | 0            | 0            |         |         |         |         |
| 23                                  | TV      | Việt Nam       | Nguyễn Như Tuấn     | 0       | 0       | 0        | 0        | 0            | 0            |         |         |         |         |
| 26                                  | TV      | Việt Nam       | Hà Văn Phương       | 3       | 1       | 0+3      | 1        | 0            | 0            |         |         |         |         |
| 27                                  | TV      | Việt Nam       | La Nguyễn Bảo Trung | 1       | 0       | 0+1      | 0        | 0            | 0            |         |         |         |         |
| 29                                  | TV      | Việt Nam       | Nguyễn Trọng Long   | 11      | 1       | 9+1      | 1        | 1            | 0            |         |         |         |         |
| 30                                  | TV      | Việt Nam       | Phan Văn Đức        | 5       | 0       | 2+2      | 0        | 1            | 0            |         |         |         |         |
| 35                                  | TV      | Brasil         | Jhon Cley           | 12      | 7       | 11       | 7        | 1            | 0            |         |         |         |         |
| 38                                  | TV      | Việt Nam       | Phan Văn Hiếu       | 6       | 0       | 0+6      | 0        | 0            | 0            |         |         |         |         |
| 88                                  | TV      | Việt Nam       | Lê Văn Đô           | 10      | 4       | 6+3      | 3        | 0+1          | 1            |         |         |         |         |
| Tiền đạo                            |         |                |                     |         |         |          |          |              |              |         |         |         |         |
| 8                                   | TĐ      | Việt Nam       | Nguyễn Xuân Nam     | 12      | 1       | 5+6      | 1        | 1            | 0            |         |         |         |         |
| 9                                   | TĐ      | Cộng hòa Congo | Juvhel Tsoumou      | 2       | 3       | 1        | 3        | 1            | 0            |         |         |         |         |
| 22                                  | TĐ      | Việt Nam       | Trần Văn Trung      | 7       | 2       | 5+2      | 2        | 0            | 0            |         |         |         |         |
| 23                                  | TĐ      | Brasil         | Gustavo Henrique    | 12      | 3       | 11       | 3        | 1            | 0            |         |         |         |         |
| 8                                   | TĐ      | Việt Nam       | Phạm Gia Hưng       | 1       | 1       | 0        | 0        | 0+1          | 1            |         |         |         |         |
| Cầu thủ chuyển nhượng giữa mùa giải |         |                |                     |         |         |          |          |              |              |         |         |         |         |
| 6                                   | TV      | Việt Nam       | Huỳnh Tấn Tài       | 3       | 0       | 0+2      | 0        | 0+1          | 0            |         |         |         |         |
| 28                                  | TV      | Việt Nam       | Tô Văn Vũ           | 10      | 0       | 4+6      | 0        | 0            | 0            |         |         |         |         |

Nguồn: Giải đấu

### Cầu thủ ghi bàn
| #                                | Cầu thủ                          | V.League 1 | Cúp Quốc gia | Tổng cộng |
| -------------------------------- | -------------------------------- | ---------- | ------------ | --------- |
| 1                                | Jhon Cley                        | 5          | 1            | 6         |
| 2                                | Lê Văn Đô                        | 3          | 1            | 4         |
| 3                                | Juvhel Tsoumou                   | 3          | 0            | 3         |
| 4                                | Vũ Văn Thanh                     | 2          | 0            | 2         |
| 4                                | Trần Văn Trung                   | 2          | 0            | 2         |
| 4                                | Gustavo Henrique                 | 2          | 0            | 2         |
| 7                                | Đoàn Văn Hậu                     | 0          | 1            | 1         |
| 7                                | Hà Văn Phương                    | 1          | 0            | 1         |
| 7                                | Nguyễn Xuân Nam                  | 1          | 0            | 1         |
| 7                                | Nguyễn Trọng Long                | 1          | 0            | 1         |
| 7                                | Phạm Gia Hưng                    | 0          | 1            | 1         |
| Cầu thủ đối phương phản lưới nhà | Cầu thủ đối phương phản lưới nhà | 1          | 0            | 1         |
| Tổng cộng                        | Tổng cộng                        | 21         | 3            | 24        |

### Cầu thủ kiến tạo
| #         | Cầu thủ           | V.League 1 | Cúp Quốc gia | Tổng cộng |
| --------- | ----------------- | ---------- | ------------ | --------- |
| 1         | Nguyễn Xuân Nam   | 3          | 0            | 3         |
| 1         | Gustavo Henrique  | 3          | 0            | 3         |
| 1         | Đoàn Văn Hậu      | 3          | 0            | 3         |
| 2         | Nguyễn Trọng Long | 2          | 0            | 2         |
| 3         | Hồ Tấn Tài        | 1          | 0            | 1         |
| 3         | Vũ Văn Thanh      | 1          | 0            | 1         |
| 3         | Lê Văn Đô         | 1          | 0            | 1         |
| 3         | Jhon Cley         | 0          | 1            | 1         |
| 3         | Phạm Gia Hưng     | 0          | 1            | 1         |
| Tổng cộng | Tổng cộng         | 14         | 2            | 16        |

### Thủ môn giữ sạch lưới
| #         | Cầu thủ         | V.League 1 | Cúp Quốc gia | Tổng cộng |
| --------- | --------------- | ---------- | ------------ | --------- |
| 1         | Patrik Lê Giang | 1          | 0            | 1         |
| 1         | Bùi Tiến Dũng   | 1          | 0            | 1         |
| 2         | Đỗ Sỹ Huy       | 0          | 0            | 0         |
| Tổng cộng | Tổng cộng       | 2          | 0            | 2         |

### Thẻ phạt
| #         | Cầu thủ           | Số áo     | Vị trí    | V.League 1 | V.League 1 | Cúp Quốc gia | Cúp Quốc gia | Tổng cộng | Tổng cộng |
| #         | Cầu thủ           | Số áo     | Vị trí    | Thẻ vàng   | Thẻ đỏ     | Thẻ vàng     | Thẻ đỏ       | Thẻ vàng  | Thẻ đỏ    |
| --------- | ----------------- | --------- | --------- | ---------- | ---------- | ------------ | ------------ | --------- | --------- |
| 1         | Nguyễn Trọng Long | 29        | TV        | 1          |            | 1            |              | 2         |           |
| 2         | Hồ Tấn Tài        | 4         | HV        | 1          |            |              |              | 1         |           |
| 2         | Sầm Ngọc Đức      | 7         | TV        |            |            | 1            |              | 1         |           |
| 2         | Nguyễn Xuân Nam   | 8         | TĐ        | 1          |            |              |              | 1         |           |
| 2         | Hoàng Văn Toản    | 12        | HV        | 1          |            |              |              | 1         |           |
| 2         | Bùi Tiến Dụng     | 16        | HV        | 1          |            |              |              | 1         |           |
| 2         | Gustavo Henrique  | 23        | TĐ        | 1          |            |              |              | 1         |           |
| 2         | Nguyễn Trọng Long | 29        | TV        | 1          |            | 1            |              | 2         |           |
| 2         | Phan Văn Đức      | 30        | TV        | 1          |            |              |              | 1         |           |
| 2         | Lê Văn Đô         | 88        | TV        |            |            | 1            |              | 1         |           |
| Tổng cộng | Tổng cộng         | Tổng cộng | Tổng cộng | 8          | 0          | 4            | 0            | 12        | 0         |